# 阿部神社
阿部神社（あべじんじゃ、安部神社）は、長野県大町市にある神社。旧社格は村社。

## 概要
木崎湖畔に位置し、中世信濃国安曇郡の領主仁科氏の居城森城址の一隅にあり、主郭の北側の一段低い低地にある。また大正時代には、本丸跡に仁科盛遠を祭神とする仁科神社が創建された。
祭神は陸奥国俘囚安倍貞任・安倍宗任兄弟で、「前九年の役に敗れて当地に来住した安倍氏の一族が仁科氏の祖となった」とする仁科氏旧臣・曾根原氏による由緒書も存在するが、異説では、大和国の豪族阿倍氏の東征に由来するとされる。本殿には神体として衣冠束帯の二体の木像がある。

## 交通アクセス
- JR大糸線信濃木崎駅から 徒歩で約20分
- 長野自動車道安曇野ICから 車で約50分